# Dendrobium dickasonii
Dendrobium dickasonii là một loài lan trong chi Lan hoàng thảo.